# Бикбаев, Насибулла Рахматуллович
Бикбаев Насибулла Рахматуллович (баш. Бикбаев Нәсибулла Рәхмәтулла улы; 7 октября 1897 — 27 сентября 1937) — партийный и государственный деятель, участник Гражданской войны и деятель Башкирского национального движения.

## Биография
Родился 7 октября 1898 года в деревне Верхнебиккузино Юмагузинской волости Оренбургского уезда Оренбургской губернии (ныне Кугарчинский район Башкортостана). По национальности башкир. В семье Рахматуллы и Сабиры Бикбаевых было 7 детей: Насибулла (1897), Ахметшариф (1900), Загира, Ахметгариф (1914), Фарида (1926), Рафига (1929) и Рашида (1932).
С 1906 года учился в начальной школе. В 1909 году поступил в Саиткуловское русско-башкирское училище, которое окончил в 1913 году. В том же году уехал в город Оренбург, где выполнял различную работу. В 1914 году поступил в Оренбургскую учительскую семинарию, в котором учился в течение четырёх лет и после его окончания был направлен на работу учителем в Ново-Мусинскую школу.
В 1917 году присоединился к Башкирскому национальному движению за автономию Башкурдистана. Принимал участие в работе Башкирского центрального шуро, являлся членом башкирской молодёжной организации «Тулкын».
С лета 1918 года был заведующим интендантского отдела Башкирского военного совета, в 1918—1919 годах служил в составе 2-го Башкирского кавалерийского полка Башкирской армии. 21 февраля 1919 года в качестве командира 2-го эскадрона 2-го Башкирского кавалерийского полка Башкирского корпуса принимал участие в I Всебашкирском военном съезде. После перехода башкирского войска на сторону Красной Армии, красногвардейцы Пензенской дивизии 1-й армии Восточного фронта продолжали проводить грабежи, насилия, расстрелы, издевательства над местным населением и башкирскими солдатами. В результате некоторые башкирские военные части, в том числе 2-й эскадрон 2-го Башкирского кавалерийского полка под командованием Насибуллы Бикбаева совместно с 1-м Башкирским кавалерийским полком под командованием Мусы Муртазина обратно перешли на сторону белых и возле Темясово разгромили Смоленский полк Пензенской дивизии. Позднее в результате переговоров 25 августа 1919 года в составе Башкирской отдельной кавалерийской бригады снова перешёл на сторону красных.
1 декабря 1919 года вступил в РКП(б). В 1920—1921 годах служил Политического управления Башкирских войск, военным комиссаром, заведующим отделом социального обеспечения Бурзян-Тангаурского кантона Башкирской АССР. В начале сентября 1921 года был назначен заведующим агитационно-пропагандистским отделом Башкирского обкома РКП(б). 15 ноября 1921 года, несмотря на положительные отзывы со стороны Шагита Худайбердина, Фатхи Ахмедуллина, подтверждения достоверности биографии Абдуллой Адигамовым, Ахмедуллой Биишевым, был исключён из партии «как занимавший командные должности в Белой армии». 25 июля 1925 года на общих основаниях вновь был принят в ВКП(б).
В ноябре 1921 года Башкирский центральный исполнительный комитет назначил его секретарём Башкирской комиссии помощи голодающим (Башпомгола), который занимался вопросами борьбы с голодом в республике. В конце 1921 года уехал в Среднюю Азию для организации сбора пожертвований голодающему населению и только в январе 1923 года вернулся в Уфу.
Окончил курсы Народного комиссариата рабоче-крестьянской инспекции. Работал старшим инспектором, заведующим организационным отделом Народного комиссариата рабоче-крестьянской инспекции Башкирской АССР. В 1930—1933 годах являлся заведующим организационным отделом Башкирского центрального исполнительного комитета.
С июня 1933 года — заместитель председателя Комиссии нового башкирского алфавита (яналиф).
Согласно постановлению Башкирского областного комитета ВКП(б) от 15 августа 1934 года, был направлен на учёбу в Москву в аспирантуру Научно-исследовательского института национальностей при Центральном исполнительном комитете СССР.
27 апреля 1936 года по решению Комитета партийного контроля ВКП(б) был исключён из партии. 20 июня 1937 года арестован, обвинён в участии антисоветской повстанческой национальной организации. 27 сентября 1937 года расстрелян. Похоронен на территории Московского Донского монастыря. 18 января 1958 года был реабилитирован.

## Воспоминания
В 1935 году подготовил к изданию свои воспоминания, однако не получил одобрение со стороны Башкирской комиссии по сбору и изучению материалов по истории Октябрьской революции и истории Российской Коммунистической партии (Истпарт). Ныне данный труд объемом свыше 350 машинописных листов хранится в фонде Центрального государственного архива общественных объединений Республике Башкортостан. Автор с привлечением архивных документов описывает события, происходившие в Башкортостане после Февральской революции 1917 года: становление и развитие башкирского национального движения, его взаимоотношения с местными и центральными органами власти, борьбу за автономию Башкортостана в условиях революции и Гражданской войны.

## Семья
Супруга — Рабига Шангареевна, арестована 25 января 1938 года, как жена «врага народа» осуждена к лишению свободы на 8 лет. 15 марта 1957 года была реабилитирована.
Сын — Равиль, пропал без вести во время Великой Отечественной войны.